# Charles Berberian
Charles Berberian (Bagdad, 20 mei 1959) is een Franse stripauteur. Hij is vooral bekend voor zijn samenwerking met Philippe Dupuy.

## Carrière
Charles Berberian werd geboren in Irak en groeide op in Beiroet. In 1975 verhuisde hij met zijn familie naar Frankrijk. Na een jaar geneeskunde te hebben gestudeerd, begon Berberian in 1978 een kunstopleiding in l'Atelier Leconte. In 1983 leerde hij Dupuy kennen met wie hij voortaan zou samenwerken. Ze staan beiden in voor zowel scenario's als tekeningen en hebben een eigen, elegante en eenvoudige stijl gecreëerd. In het stripblad Fluide Glacial publiceerden ze de strip Red, Basile et Gégé. Berberian en Dupuy behoorde tot een groep bevriende stripmakers, die zich de École de Pigalle (school van Pigalle) zou gaan noemen. De bekendste strips van Berberian en Dupuy zijn Meneer Johan en Henriette. Met Yann maakte het duo Vieze sprookjes, naar Perrault. Ze werken ook als illustrator voor reclame.
Het gezamenlijke werk van Dupuy en Berberian werd bekroond met de Grote Prijs van het Internationaal Stripfestival van Angoulême in 2008. 
- Biblioteca Nacional de España: XX830510
- Bibliothèque nationale de France: cb12052195r (data)
- Catàleg d'autoritats de noms i títols de Catalunya: 981058526604606706
- Gemeinsame Normdatei: 128865849
- International Standard Name Identifier: 0000 0001 2283 6990
- Library of Congress Control Number: nr2004020298
- MusicBrainz: 968507ce-e580-4e2a-afa4-069ba98903bc
- Nationale Bibliotheek van Israël: 987007394739205171
- Nederlandse Thesaurus van Auteursnamen: 072517646
- RKD-Nederlands Instituut voor Kunstgeschiedenis: 219073
- Istituto Centrale per il Catalogo Unico: CFIV189875
- Système universitaire de documentation: 028749847
- Virtual International Authority File: 103213353